# Канта-Гяме
Ка́нта-Гя́ме (фін. Kanta-Häme фін. вимова: [ˈkɑn̪t̪ɑˌhæme̞(ʔ)]; швед. Egentliga Tavastland; іноді називається застарілою назвою Власти́ва Тава́стія або скорочено регіо́н Гя́ме) — регіон (maakunta / landskap) на півдні Фінляндії. Межує з регіонами Південно-Західна Фінляндія, Пірканмаа, Пяйят-Гяме

## Муніципалітети
Область Канта-Гяме складається з 11 громад:
| 1. Форсса (Forssa) 2. Гаттула (Hattula) 3. Гаус'ярві (Hausjärvi) 4. Гумппіла (Humppila) 5. Гямеенлінна (Hämeenlinna) 6. Янаккала (Janakkala) 7. Йокіойнен (Jokioinen) 8. Лоппі (Loppi) 9. Ріїгімякі (Riihimäki) 10. Таммела (Tammela) 11. Юпяя (Ypäjä) |